# 리우데자네이루가시쥐
리우데자네이루가시쥐 또는 엘리아스대서양가시쥐(Trinomys eliasi)는 가시쥐과에 속하는 남아메리카 설치류이다. 브라질에서 발견된다.